# Viktorija Paradiz
Viktorija Volodymyrivna Paradiz (in ucraino Вікторія Володимирівна Парадіз?; Dnipropetrovs'k, 22 giugno 1968) è un'ex cestista ucraina, fino al 1991 sovietica.

## Carriera
Con l'Ucraina ha disputato i Giochi olimpici di Atlanta 1996.